# Heteronyx torvus
Heteronyx torvus är en skalbaggsart som beskrevs av Blackburn 1888. Heteronyx torvus ingår i släktet Heteronyx och familjen Melolonthidae. Inga underarter finns listade i Catalogue of Life.